# Garnzug

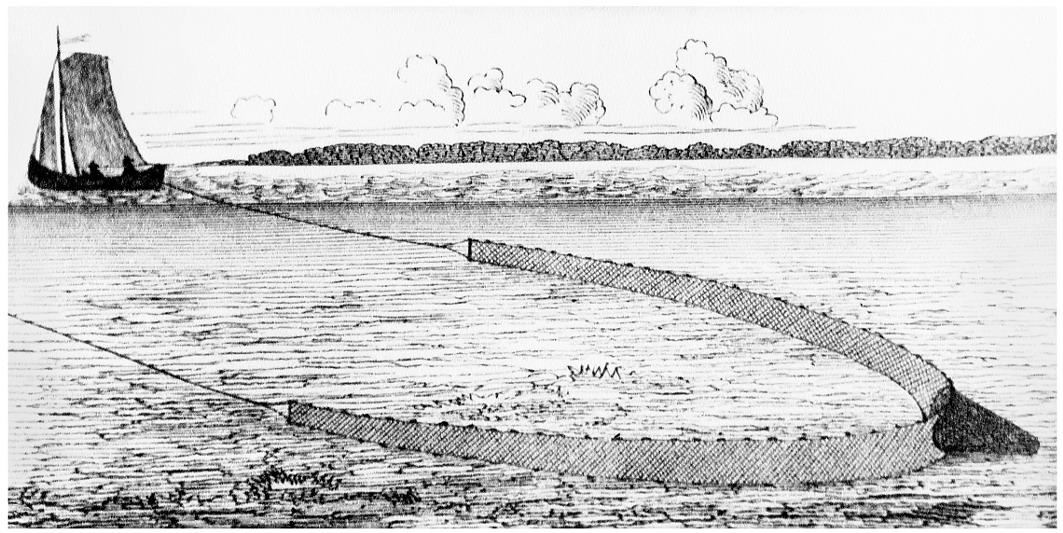
Schematische Darstellung eines Garnzugs

Der Garnzug ist in der Binnenfischerei ein auch noch heute gebrauchter alter Ausdruck für den nur noch selten praktizierten Fischfang mit Zuggarnen, die Zuggarnfischerei, eine Fangtechnik mit einem langen aus Garnen (Hanf, Baumwolle) geknüpften Zugnetz mit einem Fangsack in der Mitte, in dem sich die Fische sammeln.

## Fangtechnik

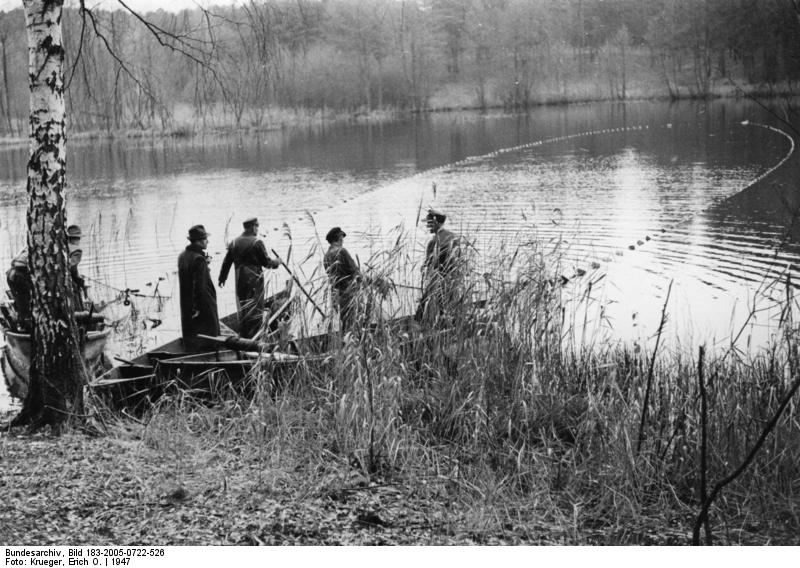
Garnzug 1947, das Netz wird vom Ufer aus eingeholt.

Das Zugnetz konnte bis zu 180 m lang und 30 m tief sein. Es wurde meist mit zwei Booten von zwei bis vier Fischern kreisförmig ausgeworfen und an seinen beiden Flügeln mittels Unter- und Oberleine durch den See gezogen. An der Oberkante der Netze waren als Schwimmer Kork- oder Holzstücke, an der Unterkante Bleistücke befestigt, so dass die Netzflügel möglichst bis zum Grund wie Wände im Wasser schwebten. Die Netze wurden bis 1900 aus Hanfgarn von den Fischern noch selbst hergestellt. Daneben entstanden im 19. Jahrhundert fabrikmäßig betriebene Zuggarnspinnereien, die Zuggarne aus Baumwolle sponnen und maschinell verknüpften, so dass aus ihnen leichtere Netze geknüpft werden konnten. Die Fischereiarbeit mit diesen Netzen war körperlich anstrengend, denn beim Fischen zogen sich die Hanf- oder Baumwollnetze mit Wasser voll, wurden dadurch sehr schwer, nach dem Fischfang mussten sie aufgehängt und getrocknet werden, um Fäulnis zu vermeiden. Die Garnzugfischerei wurde nur im Sommer betrieben, im Winter konnten die Netze nicht getrocknet werden. In den 1950er Jahren kamen durchsichtige Nylonnetze auf. Sie sind praktischer, leichter und durchsichtig, sie werden von den Fischen nicht mehr gesehen und sind fangreicher, müssen nicht mehr getrocknet werden. Mit ihnen verlor die Zuggarnfischerei an Bedeutung.

## Geschichte
Der Garnzug bezeichnet außerdem im 16. bis 19. Jahrhundert eine gewisse Gewässergröße und -breite, die mit Garnen, d. h. mit Fischernetzen befischt werden konnte. Garnzüge wurden zudem nach Fischarten in drei Klassen eingeteilt, und unter Berücksichtigung des Fischreichtums und der Absatzmöglichkeiten wurde der Pachtzins für das Fischen berechnet und festgelegt. Aus der Anzahl der Garnzüge und aus den Garnzügen selbst konnten somit Rückschlüsse auf die Größe des Sees, auf die Höhe des Fischertrags und auf die Fischqualität geschlossen werden. Sie gaben somit insgesamt den fischereilichen Wert eines Gewässers, meist eines Sees, an. Es gab drei Klassen.
- Erste Klasse: Bleie, Moränen, Sander, Aale, Karpfen;
- Zweite Klasse: Hechte, Barsche, Schleie, Welse;
- Dritte Klasse: Sonstige Speisefische.

Die Gewässer wurden nach dem Fischreichtum in gute, mittlere und schlechte eingeteilt. Somit musste für einen Garnzug einer fischreichen ersten Klasse die höchste Pacht bezahlt werden.